# Jenő Takács

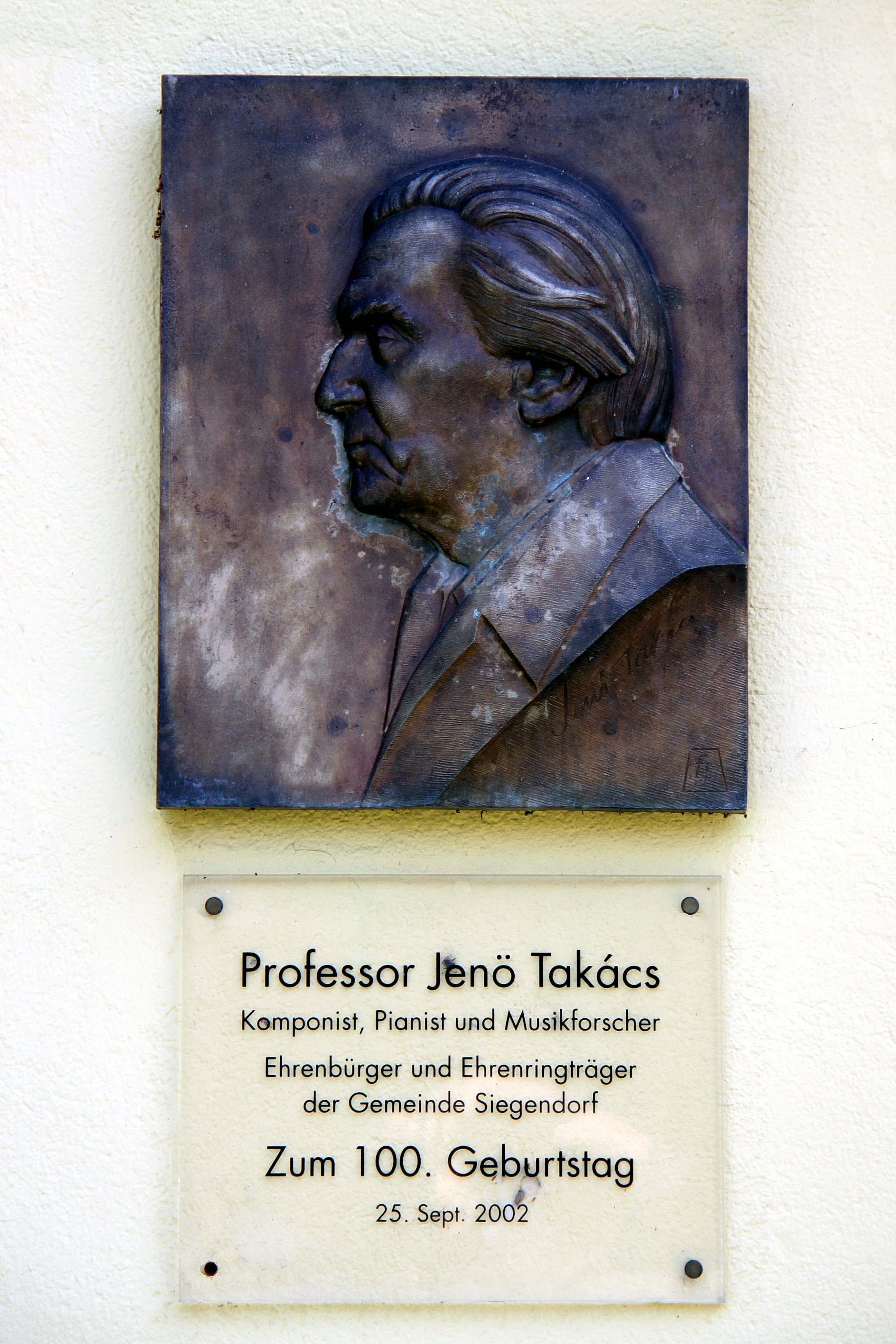
Relief "Porträt Jenö Takács" in Bronze, Siegendorf (2011)

Jenő (Gusztáv) Takács [ˈjɛnøː ˈtɒkaːʧ] (* 25. September 1902 in Siegendorf, Komitat Ödenburg, Österreich-Ungarn; † 14. November 2005 in Eisenstadt) war ein ungarisch-österreichischer Komponist, Pianist, Musikethnologe und Pädagoge.

## Leben und Werk
Jenő Takács wurde 1902 als Sohn von Gusztáv Adolf Takács, Beamter in der Zuckerfabrik Conrad Patzenhofers in Siegendorf, und dessen Frau Gabriella Takács, geb. Magyar, in der kroatischen Gemeinde Siegendorf (ungarisch: Cinfalva) im damaligen Deutsch-Westungarn (ab 1921 Burgenland) geboren. Ab 1914 wurde er in Klavier an der Realschule Ödenburg (Sopron), dem heutigen Szechenyi-Realgymnasium, unterrichtet. 1916 trat er erstmals öffentlich auf, ab 1917 komponierte er. Takács studierte nach der Matura 1920 von 1921 bis 1926 an der Universität für Musik und darstellende Kunst Wien bei Joseph Marx (Komposition) und bei Paul Weingarten (Klavier), außerdem besuchte er an der Universität Wien Vorlesungen bei Hans Gál (Kontrapunkt) und bei Guido Adler (Musikwissenschaft). In Wien lernte er die Zweite Wiener Schule kennen. In den 1920er Jahren unternahm er Konzertreisen durch Deutschland, Ungarn und Jugoslawien. Gemeinsam mit Otto Siegl gründete er in Sopron die „Aufführungsreihe Moderner Musikwerke“. Um 1925/26 ergab sich ein lebhafter Gedankenaustausch mit dem bedeutenden Komponisten Béla Bartók, der bis zu dessen Emigration in die USA 1940 anhielt; 1932 traf er Bartók auf dem internationalen Kongress für arabische Musik in Kairo. Weitere Freundschaften unterhielt er u. a. zu Alban Berg, Paul Hindemith, Zoltán Kodály, Ernst von Dohnányi und György Ligeti.
Im Jahre 1927 ehelichte er Gertrude Christy in Bremen, mit der er bis 1937 verheiratet war. Von 1927 bis 1932 war Jenő Takács Professor für Klavier am Conservatoire de Musique in Kairo, wo er auch die ägyptische und arabische Musik zum Gegenstand seiner Forschung machte. In den Jahren 1932 bis 1934 wirkte er als ordentlicher Professor und Vorstand der Ausbildungsklassen für Klavier und Komposition an der University of the Philippines in Manila. Im Auftrag des Berliner Phonogrammarchivs beschäftigte er sich auf der philippinischen Insel Luzon musikethnologisch mit den indigenen Völkern. Er gab Konzerte in Ostasien (Japan, China und Hongkong). Nach einer neuerlichen Professur für Klavier am Konservatorium Kairo unternahm er 1938 seine erste Konzertreise – mit seiner Tarantella für Klavier und Orchester op. 39 – in die USA. Während seines Aufenthaltes in New York erfuhr er vom „Anschluss“ Österreichs an das Deutsche Reich. 1939 übersiedelte er in das ungarische Sopron, um den Missbrauch seines Namens und seiner Musik durch die nationalsozialistischen Kulturbehörden zu verhindern. 1940 unterrichtete er Klavier in Szombathely. In den Jahren 1942 bis 1948 war er Direktor der Musikschule bzw. des Konservatoriums, in Pécs. Dort unterrichtete er u. a. Andor Losonczy und Josef Maria Horváth in Klavier.
Im Jahre 1943 heiratete er seine zweite Frau Éva Pasteiner. 1948/49 verließ er das kommunistisch regierte Ungarn und ließ sich nach Stationen in Österreich, in der Schweiz und in Italien in der Gemeinde Grundlsee in der Steiermark nieder. In den Jahren von 1949 bis 1952 absolvierte er Konzertreisen durch Europa und Amerika und lehrte von 1949 bis 1952 als Gastprofessor an den Konservatorien Genf und Lausanne. Außerdem war er als Juror tätig. Schließlich übernahm er von 1952 bis 1970 eine Professur für Klavier und Komposition am College-Conservatory of Music Cincinnati (CCM). Walter Mays war sein einziger Kompositionsdoktorand. Zu seinen amerikanischen Klavierschülern gehörten u. a. Jerry Perkins, Ellsworth Snyder, John Egan und James Levine. 1957/1958 war er Gastprofessor an der Montana State University in Bozeman, Montana. Nach der Emeritierung übersiedelte er wieder in seine Geburtsstadt, wo er bis zu seinem Tode lebte und als Musikberater wirkte.
Geprägt wurde er bis zur Hinwendung zu Béla Bartók in den 1920er Jahren durch einen spätromantischen und impressionistischen Stil, namentlich an Claude Debussy, Maurice Ravel und Joseph Marx. Takács Musik wurde durch ungarische, österreichische, kroatische und philippinische Volkslieder, Volksmusik und Folklore beeinflusst. Zum Teil sind Überschneidungen mit Igor Strawinsky und Zoltán Kodály festzustellen. Weiterhin stützte er sich auf Bartóks Klavierschule Mikrokosmos und den Zyklus Für Kinder sowie die Bläserliteratur von Paul Hindemith. In seinem Spätwerk (ab den 1960er Jahren) adaptierte er auch die Zwölftonmusik/Dodekaphonie und Atonalität. Der Austausch mit Witold Lutosławski und György Ligeti, der mit ihm befreundet war, floss in seine Arbeit ein. Er komponierte Balletts, Vokal- und Instrumentalwerke, insbesondere Klavier- und Kammermusik. Seine Werke erschienen u. a. beim Musikverlag Doblinger und bei Universal Edition.
Er war u. a. Mitglied der Society for Ethnomusicology und der IGNM-Sektion Österreich.
Sein Nachlass wird als Eigentum des Landes Burgenland in der Musiksammlung der Österreichischen Nationalbibliothek überliefert und befindet sich als Dauerleihgabe in der Bibliothek der Kunstuniversität Graz. 2002 gab es im Haydn-Haus Eisenstadt eine Sonderausstellung zum „Burgenländer & Weltbürger“ Jenő Takács.

## Preise, Auszeichnungen und Ehrenmitgliedschaften
- 1922 „Lobende Anerkennung“ beim Preisausschreiben des Salzburger Kammermusikwettbewerbes[4]
- 1953 Verleihung des Titels „Professor“[8]
- 1962 Großes Ehrenzeichen des Landes Burgenland[2]
- 1963 Österreichischer Staatspreis für Musik;[21] Ehrenbürger der Gemeinde Siegendorf[22]
- 1970 Fellow of the Graduate School of the College-Conservatory of Music Cincinnati[23]
- 1976 Kulturpreis für Musik der Burgenländischen Landesregierung[2]
- 1981 Bartók-Medaille[24]
- 1982 Ehrenring der Gemeinde Siegendorf[24]
- 1983 Kodály-Medaille[24]
- 1986 Ehrenmitglied des Burgenländisch-Ungarischen Kulturvereins
- 1987 Ehrenmitglied[10] des Österreichischen Komponistenbundes und der Hochschule für Musik und darstellende Kunst in Graz[25]
- 1990 Preis der Bartók-Pászthory-Stiftung Budapest[24]
- 1992 Österreichischer Würdigungspreis für Musik des Bundesministeriums für Unterricht und Kunst;[3] Ehrenmitglied des ungarischen Blasmusikverbandes Budapest
- 1993 Ehrenmedaille der Bundeshauptstadt Wien in Gold;[2] Goldene Haydn-Medaille[26] der Stadt Eisenstadt (Joseph-Haydn-Preis);[27] Würdigungspreis mit kleinem Kreuz der Republik Ungarn
- 1997 Komturkreuz des Burgenlandes;[3] Förderungspreis der Burgenland-Stiftung Theodor Kery
- 2000 Ehrenmedaille des ungarischen Ministeriums für Kultur „Pro Cultura Hungarica“; Ehrenmitglied der Ungarischen Kunst-Akademie
- 2001 Ehrenkreuz für Wissenschaft und Kunst I. Klasse der Republik Österreich[2]
- 2002 Goldene Würdigungsmedaille der Universität für Musik und darstellende Kunst Wien;[24] Ehrenpreis der Burgenland-Stiftung Theodor Kery; Franz Liszt-Ring in Gold der Franz-Liszt-Musikakademie; Mittelkreuz mit Stern des Verdienstordens der Republik Ungarn; Ehrenmitglied der Komponisten und Interpreten im Burgenland
- 2004 Ehrenmitglied der IGNM-Sektion Österreich[17]

## Weitere Würdigungen
1992 wurde der Festsaal der des Kulturzentrums Oberschützen in Takács-Saal umbenannt.
Folgende Musikschulen wurden nach Takács benannt: 1999 in Szentgotthárd (Takács Jenő Zeneiskola) und 2001 in Rechnitz (Jenö Takács Musikschule).
Im Gedenken an Jenő Takács stiftete das Land Burgenland den Jenő-Takács-Kompositionspreis, der 2008 an Wilhelm Spuller, 2009 an Gerhard Krammer und 2010 an Tibor Nemeth vergeben wurde.
In Sopron wurde 2008 die Takács Jenő Alapítvány (Jenő-Takács-Stiftung) ins Leben gerufen, die durch vielfältige Aktivitäten das Gedenken an Éva und Jenő Takács bewahren soll. Erster Präsident der Stiftung wurde der österreichische Musikwissenschaftler Christian Heindl. 2010 bis 2014 veranstaltet die Stiftung gemeinsam mit dem Institut Oberschützen der Kunstuniversität Graz die drei ersten Durchgänge des alle zwei Jahre stattfindenden Internationalen Jenö-Takács-Klavierwettbewerbs für junge Interpreten.

## Werkverzeichnis (Auswahl)

### Instrumentalmusik

#### Klavierwerke
- Humoreske für Klavier op. 1 (1918/28)
- Sonatine für Klavier op. 2 (1920/23)
- Sonate für Violine und Klavier op. 6 (1922)
- Drei Bagatellen "Rhapsodietta" für Klavier op. 10 (datiert 1927)
- Trio Rhapsodie für Klaviertrio op. 11 (1926)
- Suite Arabe op. 15 für zwei Klaviere (1929)
- Danse Soudanese für Soloinstrumente (1931)
- Berceuse orientale (1931)
- Philippine Island Miniatures für Klavier op. 34
- Von fremden Ländern und Menschen 20 Stücke für Klavier op. 37
- Konzert für Klavier und Orchester op. 38 (1933/34)
- Napolitana, Tanzszenen für Klavier op. 46 (1942)
- Kleine Sonate für Klavier op. 51 (1943/44)
- Toccata für Klavier op. 54 (1945)
- Partita op. 55a (1976)
- Toccata und Fuge op. 56(?) für Klavier für linke Hand
- Knusperhäuschen. Tanzszene für Klavier zu vier Händen und Schlagzeug ad lib. op. 56 (1952)
- Partita für Klavier op. 58 (1954)
- Allerlei für kleine Finger op. 63 (1958) 24 leichte Stücke für Klavier
- Für mich / For me. Kleine Vortragsstücke für Klavier op. 76 (1963)
- Sons et Silences für Klavier op. 78 (1963/64)
- Vier Epitaphe op. 79 (1964)
- Children’s Piece op. 82 (1966)
- Twilight Music – 6 Stücke für Klavier op. 92 (1970–1971)
- Wenn der Frosch auf Reisen geht, 6 Stücke für Klavier ohne opus-Zahl (1971)
- Klänge und Farben / Sounds and Colours für Klavier op. 95 (1973/74)
- Le Tombeau de Franz Liszt für Klavier op. 100 (1975)
- Tausend schrille Schreie op. 101 (1977)
- 4×4 Klavierstücke zu 4 Händen op. 106 (1979/80)
- Von Nah und Fern, 21 leichte Stücke für Klavier op. 111 (1983)
- Neues für Dich für Klavier op. 116
- MISS Sona-Tina op. 118 (1986)
- Musica Biologica "Vogelstimmen in der Klaviermusik" bearb. für Klavier (1986)
- Konzertetüde (Toccata Nr. 2) für Klavier op. 120 (1988)
- Sechs Metamorphosen op. 121 (1989)
- Drei Minuten für Klavier op. 123 (1997)
- Polka für Klavier (1997)[31]

#### Orgelwerke
- Aus einem altungarischen Notenbüchel (Bearb. für Orgel) (1941)
- Sechs Metamorphosen für Orgel op. 121 (1989)[32]

#### Weitere Solowerke, Duos und Kammermusik
- Trio-Rhapsodie für Violine, Violoncello und Klavier op. 11 (datiert 1926)
- Goumbrie für Violine und Klavier op. 20 (1931)
- Joseph Haydn: "Echo" (1932)
- Kleine Musik für 2 Sopran- und Tenorblockflöte op. 30 (?)
- Rhapsodie (ungarische Weisen) für Violine und Klavier op. 49 (1941)
- Acht kleine Stücke für Violine und Klavier op. 50 (1949/50)
- Divertimento für Flöte oder Violine und Gitarre op. 61 u. 61 a (1954–1977)
- Meditation und Reigen für Gitarre op. 64 (1955/80)
- Sonata Concertante für Violine und Klavier op. 65 (1956)
- Sonata Missoulana für Oboe oder Fagott und Klavier op. 66 (1958)
- Meditation und Reigen für Oboe oder Fagott, Streichorchester und Harfe ad lib. op. 66a (1958)
- Sonata breve für Trompete und Klavier op. 67 (1958)
- Eine kleine Tafelmusik. Divertimento für Bläserquintett op. 74 (1961/1962)
- Dialoge für Violine und Gitarre op. 77 (1963)
- Sonata Capricciosa für Tuba und Klavier op. 81 (1965)
- Essays in Sound für Klarinette und Klavier op. 84 (1967)
- The Songs of Silence, Ballett in einem Bild für Klarinette, Klavier und Schlagwerk op. 85 (1967)
- Homage to Pan. Zwei Stücke für 4 Klarinetten in B op. 87 (1968)
- Two Fantastics für Alt-Saxophon und Klavier op. 88 (1969)
- Fantastic I für Klarinette in A und Klavier (aus: Two Fantastics) op. 88a (1969–1974)
- Späte Gedanken für Violine und Gitarre op. 90 (1969)
- Musica Reservata für Kontrabass und Klavier op. 91 (1969)
- Serenade nach Altgrazer Kontratänzen für Bläserquintett op. 83a (1973)
- Tagebuch-Fragmente für zwei Klaviere und Schlagwerk op. 93 (1972)
- Monolog für Violoncello op. 94 (1973/74)
- Oktett op. 96 (1974/75)
- Klarinetten-Studio. Zwölf Stücke für Klarinette in B und Klavier op. 97 (1976)
- Trompeten-Studio I. 16 Stücke für 2–3 Trompeten in C od. B op. 98 (1976/77)
- Trompeten-Studio II. Zwölf Stücke für Trompete und Klavier op. 99 (1975/76)
- Fünf Bagatellen für zehn Bläser op. 102 (1977)
- Tiberika, 8 Duos für 2 Violinen op. 103 (1977)
- Quodlibet für Kontrafagott oder Fagott und Klavier op. 104 (1978)
- Ganz leichte (und nicht so leichte) Stücke für sopran- oder Altblockflöte (Querflöte) und Gitarre op. 105 (1979)
- Variationen über ein Thema von Paisiello für Flöte und Violine op. 107 (1980)
- Dialoge nach Vogelstimmen für Flöte solo ohne opus-Zahl (1981/82)
- Changing Moods / Wechselnde Launen für Flöte, Posaune (Fagott) und Klavier op. 110 (1982/83)
- Drifting Leaves (Verwehte Blätter) für Flöte, Viola, und Gitarre op. 113 (1983)
- Musik für sechs Bläser und Klavier op. 114 (1984)
- Altungarische Hofballmusik für Kontrabass und Klavier op. 115 (1984/85)
- Frühlingsmusik für Flöte (Altblockflöte), Violoncello und Gitarre ohne opus-Zahl (1985)
- Hommage á Henry Purcell für Blechbläserquintett ohne opus-Zahl (1994)
- Sonate für Posaune und Klavier op. 59[33]

#### Orchestermusik
- Suite Philippine für Kammerorchester op. 35 (1935)
- Von fremden Ländern und Menschen op. 37, Suite für Orch. bearb.
- Tarantella für Klavier und Orchester op. 39 (1937)
- Nilusi Legenda (Ägyptische Liebeslegende), Ballett (1938/39)
- Deux mouvements Symphoniques pour Thérémine et Orchestre op. 41 (1938)
- Suite altungarischer Tänze für Streicher op. 42 (datiert 1946) (das am häufigsten aufgeführte Werk, sein Opus Magnum)
- Antiqua Hungarica op. 47 (1941)
- Ländliches Barock (Soproni barokk Muzsika), eine Orchestersuite nach einem altungarischen Notenheft op. 48 (1941)
- Rhapsodie (Ungarische Weisen) für Violine und Streichorchester op. 49a (1941)
- Miniatures für Orchester op. 53 (1943/44)
- Partita für Gitarre oder Cembalo und Orchester op. 55 (1949/50)
- Volkstänze aus dem Burgenland für Orchester op. 57 (1952)
- Concerto für Klavier, Streichorchester und Schlagwerk op. 60 (1947)
- Overtura semiseria op. 69 für Orchester (?)
- Passacaglia für Streichorchester op. 73 (1960)
- Eisenstädter Divertimento, Orchestersuite op. 75 (1961/62)
- Serenade nach Altgrazer Kontratänzen für Orchester op. 83 (1966) arr. auch für Blasorchester, Bläserquintett und vier Klaviere
- Sinfonia breve für Orchester op. 108 (1981)
- Postkartengrüße, 7 Stück für Streichorchester ohne opus-Zahl (1987)
- Pannonische Rhapsodie für großes Orchester op. 109 (1988)
- Suite Purcelliana für Streicher ohne opus-Zahl (?)
- American Rhapsody. Vier Stücke – vier Länder. Vier leichte Stücke für Streichquartett(-orchester) ohne opus-Zahl (1993)
- Jennersdorfer Musik. Acht leichte Stücke für Streich- (Jugend-)orchester ohne opus-Zahl (1993)[34]

#### Symphonisches Blasorchester
- Suite altungarischer Tänze für Streicher op. 42 arr. von Armin Suppan für Blasorchester(-symphonie) (1988)
- Pannonische Rhapsodie für großes Blasorchester arr. von Armin Suppan op. 109 (1988)[35]

### Vokalmusik
- Fünf Kroatische Bauernlieder aus dem Burgenland für mittlere Stimme und Klavier op. 36 (1934)
- Five Fragments of Jade op. 40
- Das Lied von der Schöpfung. Kantate für gemischten Chor und Orchester nach einem Gedicht von Sándor Weöres op. 44 (1943/44)
- Psalm Vertonungen Nr. 4, 23, 41, 50, 62, 71, 115 für Chor (1966)
- Toccata Mistica für vierstimmigen Chor und Orgel op. 86 (1968)
- Hirtenlied aus dem Burgenland / Christmas Song from Austria für gemischten Chor a cappella ohne opus-Zahl (1965)
- Essays on the Madrigal op. 70
- Abendgesang op. 80 b (1987)
- Harvest Song op. 89/3 für Chor
- Der Sommer zerfiel, Sechs Lieder für mittlere Stimme op. 101 (1977)
- Hymnus für Chor a cappella (1978)
- Miss Sona-Tina nach Kinderliedern für Klavier op. 118 (1985)
- Der Kahnfahrer im Mond, eine Bühnenmusik (1944–1985)
- Szelid Domb (Sanfter Hügel), Chöre op. 117 (1985)[36]

## Schriften
- Erinnerungen an Béla Bartók. Doblinger, Wien 1982
- Erinnerungen, Erlebnisse, Begegnungen. (PDF; 9,2 MB) Wissenschaftliche Arbeiten aus dem Burgenland, Heft 86. Burgenländisches Landesmuseum, Eisenstadt 1990[37]